# Жіноча збірна Німеччини з футболу
Жіноча збірна Німеччини з футболу (нім. Deutsche Fußballnationalmannschaft der Frauen) представляє Німеччину в міжнародних змаганнях з футболу. Дворазові чемпіони світу, чотириразові чемпіони Європи і триразові бронзові призери Олімпійських ігор. Завдяки цим досягненням Німеччина на даний момент є унікальною країною, яка перемагала на чемпіонатах світу і для чоловіків, і для жінок.
Капітаном, найкращим гравцем, найкращим бомбардиром і символом цієї команди є Біргіт Принц.

## Історія

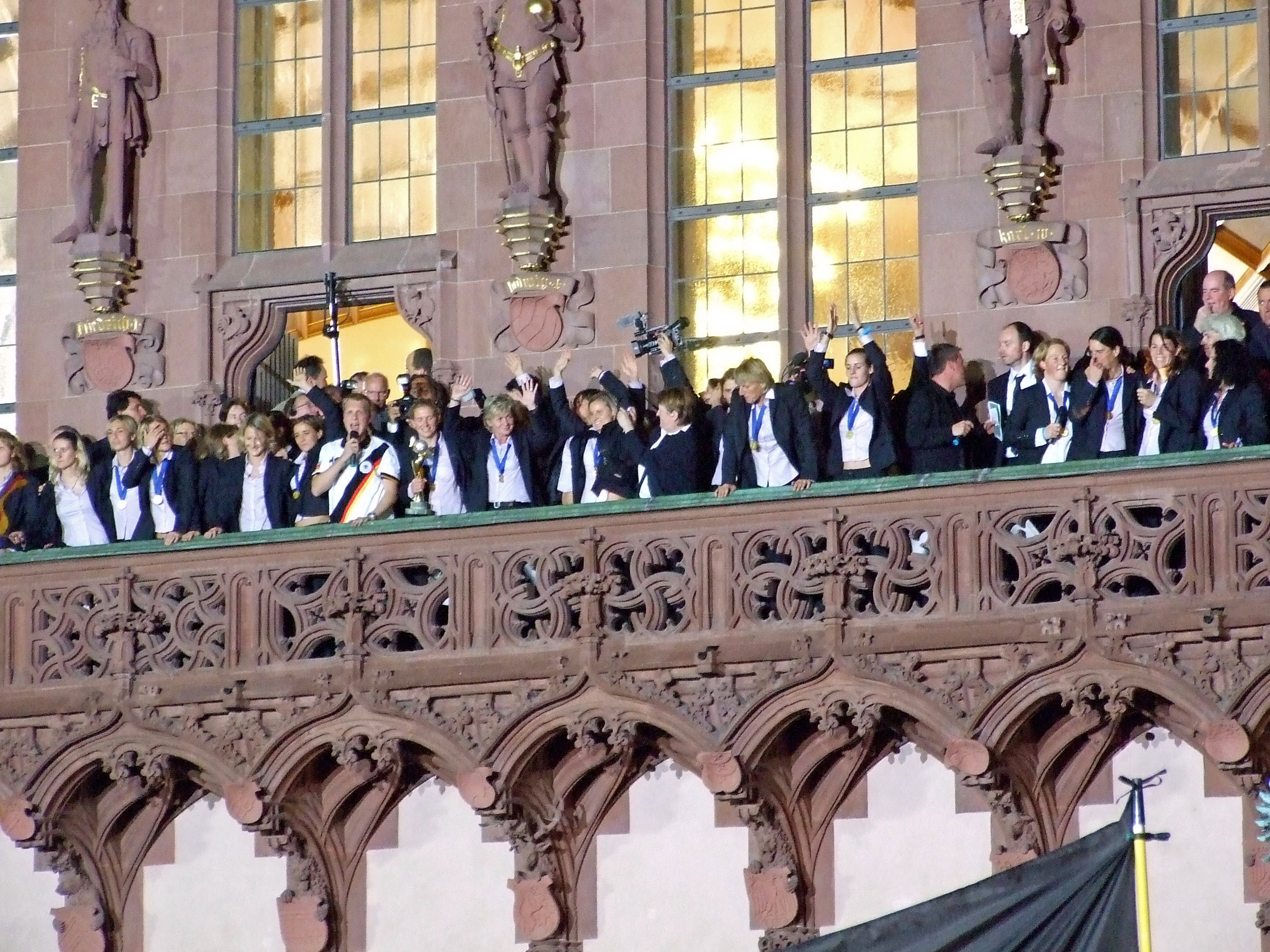
Команда у Франкфурті після перемоги на чемпіонаті світу 2007

### Ранні роки
До 1955 року в Німеччині існувало досить багато жіночих футбольних команд, проте всі вони в основному були аматорськими. Парадоксально, але в цей же рік Футбольний союз Німеччини видав розпорядження про розформування жіночих команд, мотивувавши це тим, що футбол не є жіночим видом спорту. Незважаючи на цю заборону, кількість клубів не сильно скоротилася, а з 1955 по 1970 роки пройшли понад 150 міжнародних ігор. Тільки 30 жовтня 1970 Футбольний союз Німеччини визнав свою помилку і скасував розпорядження, дозволивши формувати жіночі команди. Це був перший крок до створення однієї з найкращих збірних усіх часів.
До того моменту багато країн створили жіночі збірні, але Німеччина довго не входила в число цих країн. У 1981 році представник Німецького футбольного союзу Хорст Шмідт очолив команду першого скликання. Офіційно збірної не існувало, тому як основа були викликані майже всі гравці з тодішнього чемпіона Німеччини «Бергіш Гладбах 09». Це рішення виявилося вдалим, і німкені перемогли. Через рік офіційно була створена жіноча збірна. Її першим тренером став Геро Бізанц.

## Досягнення
- Чемпіонат світу : 
  -  Чемпіон (2):  2003,  2007
  -  Срібло (1):  1995
- Олімпійскі ігри: 
  -  Золото (1): 2016
  -  Бронза (4): 2000, 2004, 2008, 2024
- Чемпіонат Європи : 
  -  Чемпіон (8):1989, 1991, 1995, 1997, 2001, 2005, 2009, 2013
  -  Срібло (1): 2022